# 시끄러운 나의 세상
《시끄러운 나의 세상》은 박근혜 대통령의 탄핵 및 박근혜-최순실 게이트에 항의하는 사건으로 충격을 받은 대한민국 국민들을 응원하기 위해 연재되는 웹툰이다. 시나리오 담당인 새노트와 그림 담당 윤 두사람이 윤새노트라는 팀명으로 활동한다.

## 이슈 작품
총 연재 작품 중 몇차례의 작품이 이슈가 되면서 알려지게 되었다. 아래의 편 외에도 탄핵 지지를 위해 만들어진 박근핵닷컴 도움말 등의 알려졌다.
- 2016.12.02 이재명 성남시장의 라디오 인터뷰[1]의 내용을 토대로 그려진 도둑 인터뷰 편.[2]
- 2016.11.22 박근혜-최순실 게이트에 항의하는 촛불집회 편.[3]